# Puchar Dalekowschodni w narciarstwie alpejskim 2017/2018
Sezon 2017/2018 Pucharu Dalekowschodniego w narciarstwie alpejskim rozpoczął się 6 grudnia 2017 w chińskim Wanlong Ski Resort. Ostatnie zawody z tego cyklu zostały rozegrane 23 marca 2018 roku w japońskim Ōtaki. Zorganizowano po 31 zawodów dla kobiet i dla mężczyzn (3 starty odwołano).

## Puchar Dalekowschodni w narciarstwie alpejskim kobiet
Wśród kobiet Pucharu Dalekowschodniego z sezonu 2016/2017 broniła Japonka Asa Ando. Tym razem zwyciężyła jej rodaczka Sakurako Mukōgawa.
W poszczególnych klasyfikacjach triumfowały: 
- slalom:  Sakurako Mukōgawa
- gigant:  Sakurako Mukōgawa
- supergigant:  Makiko Arai
- superkombinacja:  Sakurako Mukōgawa

## Puchar Dalekowschodni w narciarstwie alpejskim mężczyzn
Wśród mężczyzn Pucharu Dalekowschodniego z sezonu 2016/2017 bronił Rosjanin Pawieł Trichiczew. Tym razem zwyciężył Japończyk Hideyuki Narita.
W poszczególnych klasyfikacjach triumfowali:
- slalom:  Hideyuki Narita
- gigant:  Władisław Nowikow
- supergigant:  Johan Hagberg
- superkombinacja:  Tobias Hedström,  Matej Falat i  Ryunosuke Ohkoshi